# Сборная Югославии по футболу
Сборная Югославии по футболу (серб. Фудбалска репрезентација Југославије) — представляла единое государство Югославия в международных матчах и контролировалась Футбольным союзом Югославии. Команда провела свою первую игру в 1920 году и представляла последовательно Королевство сербов, хорватов и словенцев (КСХС, 1920—1929), Королевство Югославия (1929—1941), Федеративную Народную Республику Югославия (ФНРЮ, 1946—1963) и Социалистическую Федеративную Республику Югославия (СФРЮ, 1963—1992) вплоть до распада последней на несколько независимых государств. Правопреемником единой сборной считается команда, с 1994 года представлявшая в футболе Союзную Республику Югославия, в последние годы существования носившая название сборной Сербии и Черногории.

## История

### Ранние годы

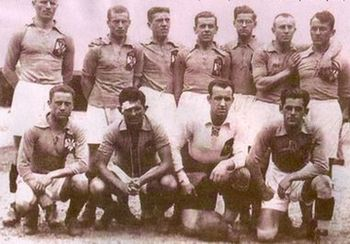
Югославы перед товарищеским матчем с французами — 1929

Футбол в Сербии и Хорватии начал развиваться примерно в одно и то же время — в конце XIX века. Белградский студент Гуго Були, обучавшийся в одном из университетов Германии, проникся любовью к этому спорту. Вернувшись домой, он привёз с собой мяч, а вскоре организовал при гимнастическом обществе «Соко» футбольную секцию. 1 мая 1899 года в ресторане «Трговацка кафана» был создан Сербский футбольный союз, а в начале XX века появились первые футбольные клубы.
Существует разночтение, какой клуб считать старейшим. 14 сентября 1903 года в городе Крагуевац был создан клуб «Шумаджия», первый на территории сербского государства. Но самая первая сербская команда «Бачка» возникла 3 мая 1901 года в Суботице, городе входившем тогда в состав Австро-Венгрии.
В Хорватии футбол появился благодаря известному писателю и любителю спорта Франьо Бучару. Путешествуя по миру, Бучар полюбил футбол и решил привезти его в Хорватию, в то время входившую в состав Австро-Венгрии. В 1903 году в Загребе возникли ХАСК и ПНиСК, а в 1911 году были созданы загребский «Граджански» и «Хайдук» из Сплита.
Одним из итогов Первой мировой войны стало создание Королевства сербов, хорватов и словенцев. В апреле 1919 года был создан Югославский футбольный союз под руководством Данилы Стояновича.
Единая сборная появилась на три года раньше единого чемпионата, в 1920 году. Первым тренером стал доктор Велько Угринич, стоматолог из Загреба. На долю Угринича выпала нелёгкая миссия — в течение нескольких дней собрать команду для участия в Олимпийских играх в Антверпене. Свой первый матч в истории югославы проиграли чехословакам с разгромным счётом — 0:7. Во втором матче, с египтянами — поражение 2:4. Главным соперником Югославской сборной стали чехословаки: с ними югославы в первые десять лет существования сборной сыграли 12 раз.

### Дебют на чемпионатах мира
Югославская команда оказалась одной из четырёх, представлявших Европу на первом чемпионате мира по футболу. Югославы, бельгийцы, французы и румыны рискнули отправиться в плавание на другой конец света — в Монтевидео. Незадолго до поездки в Уругвай внутри Югославского футбольного союза грянул скандал — хорваты заявили, что их права ущемляются и пригрозили выходом из союза. Целостность союза удалось сохранить, но в Монтевидео хорватские футболисты не поехали.
Открывать турнир подопечным Бошко Симоновича предстояло матчем с одними из фаворитов турнира — бразильцами. И югославам удалось сотворить сенсацию — 2:1. Следующим соперником югославской сборной была Боливия. В этом матче проблем у югославов не возникло — 4:0. Одержав две победы из двух возможных, югославы вышли в полуфинал. Противником по полуфиналу стала уругвайская команда. Матч с лидером мирового футбола тех лет и будущим победителем турнира югославская команда начала на равных, однако предвзятое судейство латиноамериканского судьи привело к потере мотивации югославами и крупному поражению — 1:6. По регламенту чемпионата матч за третье место не проводился, и бронзовые медали получили оба неудачника полуфиналов — сборные США и Югославии. Однако футболисты обеих сборный решили провести неофициальный матч для того, чтобы узнать кто из них сильнее. США проиграла этот неофициальный матч за 3-е место сборной Югославии со счётом 2:1.
На два последующих чемпионата мира сборная Югославии не попала.

### Военный период. Возникновение СФРЮ
Во время Второй мировой войны Югославия была упразднена. Сборная Независимого государства Хорватии существовала и проводила матчи, но разумеется в официальный реестр игр Югославской национальной команды они не вошли. После окончания войны была организована Социалистическая Федеративная Республика Югославия, состоявшая из шести равноправных республик. Некоторые клубы, запятнавшие себя близостью к режиму Анте Павелича, в числе которых оказались команды ХАСК, ПНСК и «Граджански», были расформированы. Зато возникли новые клубы — «Црвена Звезда», «Партизан», загребское «Динамо», которые наряду с «Хайдуком» и ОФК составили основу югославского чемпионата. Правительство Йосипа Броз Тито уделяло внимание развитию спорта номер один не только в столицах Сербии и Хорватии, но и в других, ранее нефутбольных регионах — в Словении, Боснии.
Уже в первые послевоенные годы в югославском футболе появилось множество ярких игроков — Ивица Хорват, Степан Бобек, Желько и Златко Чайковски, Првослав Михайлович, Владимир Беара. Сборная СФРЮ стала второй на Олимпиаде в Лондоне, уступив только шведам, а затем пробилась в финальную стадию чемпионата мира 1950 года.

### Три мундиаля и два олимпийских «серебра»
На ЧМ-1950 в Бразилии жребий свёл югославов в одну группу с не самыми сильными сборными Швейцарии и Мексики, однако третьим соперником оказалась бразильская команда, а учитывая, что в следующую стадию выходил лишь победитель группы, югославов ждало тяжелейшее противостояние с хозяевами. Сборные Швейцарии и Мексики проблем югославам не создали (3:0 и 4:1 соответственно), но бразильцам югославы уступили: на 4-й минуте Адемир вывел хозяев вперёд, а на 69-й Зизиньо поставил точку в матче — 2:0. Прилично укомплектованная и показывающая симпатичную игру сборная Югославии отправилась домой.
На Олимпиаде в Хельсинки югославы под руководством Милорада Арсениевича взяли серебро, уступив в решающем матче легендарной венгерской «Золотой команде» — 2:0. Примечательна та Олимпиада была и тем, что матч со сборной СССР югославам пришлось переигрывать: в первой игре за 15 минут до конца югославы вели 5:1, но умудрились растерять преимущество и только чудом не проиграли — итоговая ничья 5:5. В переигровке югославы своих ошибок не повторили и выиграли 3:1
На следующем чемпионате мира, проходившем в Швейцарии, результат оказался чуть лучше — четвертьфинал. Довольно легко отобравшись на турнир (победа во всех матчах против Израиля и Греции) югославы попали в группу под номером один. Кроме них в группе оказались команды Франции, Мексики и старые знакомые бразильцы. На том чемпионате организаторы придумали довольно сложную формулу турнира: несмотря на наличие четырёх команд в каждой группе, каждая команда проводила два, а не три матча на групповом этапе, по итогам двух матчей две лучшие команды группы выходили в 1/4. Подопечные Александара Тирнанича обыграли французов (1:0) и свели вничью матч с бразильцами (1:1). В четвертьфинале югославской команде выпало играть с командой ФРГ. «Плави» чаще били по воротам и больше владели мячом, но уступили будущим чемпионам со счётом 2:0.
На Олимпийских играх в Мельбурне сборная СФРЮ предстала в экспериментальном составе. В воротах появился Петар Раденкович из ОФК. В средней линии также появился один из будущих лидеров сборной Драган Шекуларац. В нападении играли Савва Антич, Тодор Веселинович и Мухаммед Муич. Показывая результативную игру югославы дошли до финала. Соперником по финалу стала советская команда. В тяжелейшем поединке югославы уступили — 1:0. Это поражение стало для команды третьим подряд в финале олимпийского турнира.
Чемпионат мира 1958 оказался для югославов очень похожим как по игре, так и по результату на предыдущий Мундиаль: начиналось всё матчем с шотландцами — 1:1. Следующий соперник сборная Франции: победа — 3:2. В матче с Парагваем «плави» постоянно вели в счёте, но все же закончили матч вничью — 3:3, что позволило сборной СФРЮ выйти в 1/4, а там их ждала до боли знакомая команда Западной Германии: итог — 1:0 в пользу немцев.

### Дебют на Кубке Европы, победа на Олимпиаде в Риме
В 1960 году УЕФА учредил Кубок Европы. Сборная Югославии начала турнир с 1/8 финала матчами против болгар. Проблем для команды, которой руководил тренерский триумвират — Александар Тирнанич, Любомир Ловрич и Драган Николич, это не составило — 2:0 дома и 1:1 в Софии. С португальцами пришлось сложнее — поражение в Лиссабоне 1:2 и более чем убедительный реванш в Белграде 5:1. Югославская команда едет во Францию на финальный турнир. В полуфинале их ждут хозяева. На 11-й минуте Милан Галич открыл счёт, но меньше чем через минуту Жан Венсан сравнял счёт. До перерыва Франсуа Этт отправил второй мяч в ворота Милутина Шошкича. Начало второго тайма также за французами — Марьян Виснески забил третий мяч. Анте Жаннетич один гол отыграл, но снова отличился Этт — 4:2. Однако югославы проявляя огромную волю к победе, сначала отыгрывают гандикап, а затем забивают победный мяч. Отличились Томислав Кнежевич и Дражан Йеркович (дважды). Сборная Югославии выходит в финал, как и команда СССР. Всё как и четыре года назад в Мельбурне, те же соперники, та же политическая подоплёка, столь же упорная игра, тот же результат, лишь другой счёт — 2:1. Сборная СССР одерживает величайшую победу в своей истории, «плави» вновь вторые. Впрочем, в том же 1960 году югославская сборная с четвёртой попытки выигрывает олимпийский турнир на Олимпиаде в Риме. В финале повержены датчане — 3:1.

### Чемпионат мира 1962: четвёртое место
Чтобы попасть на чемпионат мира в Чили, вице-чемпионам Европы сначала нужно было сразиться с поляками — 2:1 в Белграде и 1:1 в Хожуве. Не возникло проблем и в стыковых матчах со сборной Южной Кореи — 5:1 и 3:1. Завоевав путёвку на ЧМ, решил оставить сборную руководитель тренерского триумвирата — Александар Тирнанич, поэтому в Чили команду повезла тренерская комиссия в составе Любомира Ловрича и Првослава Михайловича. Групповой этап «плави» прошли уверенно: не удалось взять реванш у советской команды — 0:2, зато Уругвай и Колумбия были уверенно обыграны — 3:1 и 5:0 соответственно. В четвертьфинале в третий раз подряд югославам досталась сборная ФРГ, но бундестим в этот раз потерпела поражение. За пять минут до конца основного времени единственным и победным стал гол Петара Радаковича. Впервые с 1930 года сборная Югославии пробилась в полуфинал мирового первенства. В соперники досталась команда Чехословакии. Чехословаков «плави» одолеть не смогли — 1:3. Деморализованная команда упустила даже «бронзу» в утешительном финале, проиграв хозяевам турнира — чилийцам.

### Чёрный период и неудача в финале 1968 года
Финальные стадии двух следующих крупных турниров (Евро-1964, чемпионат мира 1966) прошли без участия «плави». Поколение «серебряных», как прозвали сборную Югославии первой половины шестидесятых на родине, постепенно сходило со сцены, в строю остались немногие — защитник Фахруддин Юссуфи, форварды Милан Галич и Йосип Скоблар. На создание новой команды требовалось время. В 1967 году после сокрушительного поражения от болгар со счётом 1:6 во второй и в последний раз в отставку подаёт ненадолго возвращавшийся Тирнанич. Новым главным тренером команды назначается её бывший капитан Райко Митич, уже имевший небольшой опыт работы в «Црвене Звезде». Митич построил команду вокруг самого звёздного её игрока — капитана «Црвены Звезды», Драгана Джаича.
Шансы на попадание в финальную часть Евро-1968 в Италии у югославской сборной были невысоки, ибо в соперники по отборочному турниру им достались вице-чемпионы мира немцы, а также албанцы, с которым у Югославии были напряжённые отношения. Но именно албанцы помогли «плави», отобрав очки у сборной ФРГ, и сборная СФРЮ сенсационно опередила бундесманшафт. В 1/4 была обыграна сборная Франции — 1:1 и 5:1. Соперником по полуфиналу стала английская команда — действующий чемпион мира. Полуфинал стал лучшим матчем в карьере 22-летнего Джаича: левоногий футболист изрядно помучил оборону сборной Англии, а на 85-й минуте забил один из лучших голов чемпионатов Европы. Обыграв поочерёдно четырёх английских полевых игроков, включая легендарного Бобби Мура, Джаич забросил мяч за шиворот вышедшему навстречу Гордону Бэнксу — 1:0. Соперником по финалу стала команда Италии, лишь волей жребия прошедшая советскую команду в полуфинале. Джаич отличился и в финальном матче, но за десять минут до конца итальянцы сравняли счёт — 1:1. В переигровке сильнее оказались хозяева — 2:0.

### 1970-е: новый спад
Вслед за римским «серебром» сборная снова пережила спад. На Мундиаль 1970 года в Мексику югославы не смогли пробиться, хотя и обошли главных фаворитов отборочной группы испанцев. На чемпионат отправилась сборная Бельгии. На Евро-72 «плави» вышли из отборочной группы опередив не только сборную Люксембурга, но и крепкие команды Голландии и ГДР, которые преподнесут сюрприз на следующем чемпионате мира. Но в четвертьфинале югославов поджидала сборная СССР. В Белграде была зафиксирована нулевая ничья, а в Москве югославов ждал разгром со счётом 0:3.
В отборочной группе к Чемпионату мира 1974 г. сборной СФРЮ противостояли греки и испанцы. Путёвку на чемпионат получал только победитель. Из-за того, что югославы с испанцами набрали одинаковое количество очков, пришлось проводить дополнительный матч, и он завершился 1:0 в пользу «плави» (единственный мяч забил Йосип Каталинский). В финальной части «плави» попали в одну группу с чемпионами мира — бразильцами, крепкой шотландской командой и аутсайдерами из Заира. Матч с бразильцами завершился безголевой ничьей, Заир был уничтожен — 9:0. С шотландцами югославы сыграли вничью 1:1, и в итоге команды Бразилии, СФРЮ и Шотландии набрали по четыре очка (за победу тогда давалось два очка), но югославы по дополнительным показателям оказались лучшими в группе и с первого места вышли в следующий раунд, а второе место заняли бразильцы. На втором групповом этапе «плави» предстояло состязаться с командами Польши, Швеции и ФРГ. Югославы проиграли все три матча — 0:2 с немцами и 1:2 с поляками и шведами.
На Евро-76 «плави» отобрались уверенно: победив в группе с не самыми сильными соперниками и затем обыграв Уэльс в четвертьфинале. УЕФА решило доверить проведение финальной части Югославии, поэтому сборная СФРЮ позиционировалась как один из главных фаворитов. Оба матча подопечные Анте Младинича проиграли в овертайме — немцам 2:4 и нидерландцам 2:3. Команда ФРГ была действующим чемпионом мира, а нидерландская команда вице-чемпионом. В итоге югославы заняли лишь четвёртое место. После этого в сборной Югославии началась очередная смена поколений, ценой которой стало непопадание на следующее мировое первенство.

### Провалы в Испании-1982 и Франции-1984
Неудачно началось для югославов и новое десятилетие: начатая после домашнего Евро-1976 смена поколений затягивалась. Не пройдя отбор на аргентинский мундиаль, «плави» пролетели и мимо финальной части Евро 80. Путь к выходу из кризиса ускорился после смерти Иосипа Броз Тито в 1980 году. СФРЮ, самая открытая из социалистических стран, стала ещё более открытой. Усилился отток футболистов за рубеж, который пусть и ослабил внутреннее первенство, зато стимулировал развитие сборной. Командой во второй раз в карьере руководил Милан Милянич, успевший к тому времени поработать в «Реале». В отборе к испанскому чемпионату мира югославы заняли первое место в группе опередив, даже будущих чемпионов мира — итальянцев. Костяк той команды составляли «легионеры». Вратарь-бомбардир Драган Пантелич, близнецы Златко и Зоран Вуйовичи, Эдем Шливо, Ивица Шуряк, Вахид Халилходжич — игроки основы европейских клубов, игроки местных клубов Иван Гудель и Владимир Петрович. Соперниками по группе стали команды Гондураса, Северной Ирландии и команда-хозяйка — сборная Испании. Милянич изрядно удивил футбольную общественность, отказавшись от товарищеских игр перед чемпионатом, и это стало его ошибкой. Сыграв в безголевую ничью с северо-ирландцами, югославы уступили испанцам 1:2. И даже тяжелейшая победа в последнем туре над Гондурасом (1:0) не позволила «плави» выйти из группы, так как у испанцев дополнительные показатели оказались лучше.
Милянича тут же сняли с должности, и на пост главного тренера заступил Тодор Веселинович, который резко обновил состав, однако это не помогло югославам. В первом же матче отборочного турнира к Евро-1984 они по всем статьям уступили норвежцам — 1:3. Позднее «плави» всё же выиграли отборочный турнир в группе, где помимо норвежцев выступали команды Болгарии и Уэльса. Но в финальной же стадии команду ожидал полнейший провал. «Плави» проиграли все матчи на турнире: со сборной Бельгии 0:2, разгром с датчанами 0:5, и поражение в ничего не решавшем матче от будущих победителей турнира — французов — со счётом 2:3. Этот провал вогнал команду Югославии в шоковое состояние, в котором она и пребывала два последующих отборочных цикла. Ни на мексиканском мировом чемпионате, ни на Евро 88 «плави» так и не сыграли.

### Последние годы
Однако выросло новое поколение игроков, ещё не уехавших играть за рубеж, среди которых были Драган Стойкович, Роберт Просинечки, Роберт Ярни, Вуядин Станойкович, Дарко Панчев, Давор Шукер. Команда, которой руководил Ивица Осим великолепно провела отборочный турнир к итальянскому мундиалю, выиграв шесть матчей и два завершив вничью. В финальной части жребий свёл «плави» с командами Колумбии и ОАЭ, третьим соперником стала команда доживавшей последние месяцы Западной Германии. В стартовом матче с немцами — будущими победителями турнира, югославы попытались навязать немцам свою игру, но в итоге были разбиты со счётом 1:4. Поражение лишило их права на ошибку, и это стало стимулом — Колумбия с Эмиратами были обыграны (1:0 и 4:1 соответственно). В 1/8 попались испанцы, которых «плави» обыграли со счётом 2:1, забив победный мяч в овертайме. В четвертьфинале им достался действующий чемпион мира сборная Аргентины с великолепным Диего Марадоной. Голов не было забито ни в основное время, ни в дополнительное, но в серии пенальти аргентинцы оказались сильнее 3:2. Несмотря на обидное поражение, прогресс был налицо. Сборная СФРЮ добилась лучшего результата на чемпионатах мира с чилийского мундиаля 1962.
Весной 1991 года случилось знаменательное для югославского клубного футбола событие: «Црвена Звезда» взяла Кубок чемпионов. В том же году Ивица Осим вывел сборную СФРЮ, составленную преимущественно из игроков отечественных клубов, в финальную стадию Евро 92. Однако сыграть на этом турнире «плави» было не суждено: команда разваливавшейся на куски Социалистической Федеративной Республики Югославия не была допущена до участия на Евро 92, и вместо неё была заявлена сборная Дании, которая и стала чемпионом Европы 1992 года. После распада Югославии единая национальная команда перестала существовать. Её преемником сначала стала команда Сербии и Черногории, а потом уже сборная независимой Сербии.

## Форма

### Домашняя
| ЧМ-1930 | Евро-1960 | ЧМ-1962 | Евро-1968 | ЧМ-1974 | Евро-1976 | ЧМ-1982 | Евро-1984 | ЧМ-1990 |

### Гостевая
| ЧМ-1962 | Евро-1968 | ЧМ-1974 | ЧМ-1982 | Евро-1984 | ЧМ-1990 |

## Достижения
- Олимпийский чемпион 1960 года
- Полуфиналист чемпионата мира 1930 года (матча за 3-е место не проводилось)
- 4-й призёр чемпионата мира 1962 года
- Финалист чемпионатов Европы: 1960, 1968
- Чемпион мира среди молодёжных команд 1987 года